# کوه خاگ
کوه خاگ یا ام‌الفَیِّارین جزیره‌ای است واقع در دریای عمان که جزئی از استان مسندم کشور عمان به‌شمار می‌آید. مختصات این جزیره ۲۶°۱۰'۴۵" شمالی و ۵۶°۳۲'۴۹" شرقی است.
این جزیره در چهار مایل و نیمی شرق شبه‌جزیره مسندم و در سه ونیم مایلی شرق راس بشین واقع شده و بلندای آن ۳۶۰ فوت است. مردم بومی شمال شبه‌جزیره مسندم در منطقه کومزار که به گویشی از فارسی سخن می‌گویند این جزیره را «کوه کاگ» یا کوه خاگ می‌نامند که به معنای کوه تخم مرغ است. دلیل آن این است که این جزیره در فصل تخم‌گذاری از مکان‌های محبوب تخم‌گذاری پرندگان است. در عربی به این جزیره ام‌الفیارین گفته می‌شود.
خاک جزیره به رنگ روشن و سطوح آن شیبدار است. از آب‌های نزدیک به جزیره کوه خاگ جریان‌های قوی کشندی وارد خلیج فارس می‌شوند.